# Supertaça da AF Braga de 2013
A Supertaça da AF Braga de 2013 foi a 1ª edição da Supertaça da AF Braga, vencida pelo Vieira Sport Clube. O Vieira venceu o Ninense nas grandes penalidades no dia 18 de agosto.

## Partida
| 18 de agosto de 2013 | Vieira | 0 – 0 | Ninense | Estádio do Vizela, Vizela |
| 17:00 UTC            |        |       |         |                           |

|  |       | Penalidades |
|  | 4 – 3 |             |